# Reik
Reik (t. Ocean Śródeuropejski, ang. Rheic) – paleozoiczny ocean rozciągający się równoleżnikowo, między kontynentami Laurosji na północy i Gondwany na południu. Utworzył się w ordowiku, wskutek oddzielenia się Awalonii od Gondwany i jej dryfu na północ. Istniał do karbonu, kiedy to na skutek kolizji Gondwany z Laurosją został zamknięty. Zderzenie kontynentów spowodowało orogenezę hercyńską, która wypiętrzyła osady z dna oceanu, tworząc masywne pasmo górskie w centrum nowo powstałego superkontynentu Pangei. Góry, które utworzyły się w miejscu kolizji, nazywa się hercynidami.